# Black Flower
Black Flower is een Belgische band die een mix brengt van jazz, afrobeat, oriental en dub, geïnspireerd op de Ethiopische jazz van onder anderen Mulatu Astatke of Mahmoud Ahmed.
Het debuutalbum Abyssinia Afterlife uit 2014 werd internationaal goed ontvangen en eindigde op de 13e plaats in de World Music Charts Europe 2014. Franse radiozender FIP selecteerde het album als een van de beste nieuwkomers in september 2015. Black Flower trad in België onder andere op in AB, Gent Jazz Festival en Belgian Jazz Meeting. In Nederland speelde ze onder meer in Paradiso en Eurosonic en in Parijs presenteerde ze hun album in Studio de l'Ermitage.
In 2016 bracht de band het album Ghost Radio uit in eigen beheer. Het album is de weerslag van een studiosessie en wordt door de band zelf beschouwd als een tussenplaat. Ze legt een meer abstracte en psychedelische kant van Black Flower bloot.
Derde release is het tweede full album Artifacts uitgekomen in januari 2017 bij Sdban Ultra Records, zusterlabel van N.E.W.S NV. Ook dit album werd internationaal goed onthaald. BBC DJ Gilles Peterson draaide titeltrack Artifacts verschillende keren en omschreef de band als 'brilliant'. Ook The Gaslamp Killer uitte zijn sympathie in Berlin Boiler Room. Opnieuw werd het album geselecteerd door Radio FIP in februari 2017.
Na eerdere passages op verschillende showcase festivals (Eurosonic, Glimps, Belgian Jazz Meeting) werd Black Flower in 2017 officieel geselecteerd door de jury van WOMEX en trad op in het NOSPR Theatre te Katowice, Polen.
Vierde release is de vinyl EP Intermediate State uitgebracht door Sdban Ultra Records in februari 2018.

## Discografie
- 2014 'Abyssinia Afterlife' vinyl lp/cd/digital (Zephyrus Records)[17]
- 2016 'Ghost Radio' vinyl lp (eigen beheer)[12]
- 2017 'Artifacts' vinyl lp/cd/digital (Sdban Ultra Records)[18]
- 2018 'Intermediate State' vinyl ep/digital (Sdban Ultra Records)[18]
- 2022 'Magma' vinyl lp/cd/digital (Sdban Ultra Records)